# Appeltaart
Appeltaart is een taart op basis van een eenvoudig deeg en appels, eventueel met toevoegingen als krenten en rozijnen en wordt vaak warm geserveerd. Het recept en de gebruikte soort appels kunnen per land verschillen, zo is er een groot verschil tussen bijvoorbeeld Nederlandse appeltaart, Britse apple pie en Franse tarte aux pommes. In Nederland zijn twee grondrecepten in omloop; een recept met zanddeeg en een, wat minder gebruikt, recept met cakebeslag. Bij deze laatste variant wordt het deeg niet gekneed, maar wordt het meel geroerd door van tevoren gemengde zachte boter, suiker en ei. De doorgaans gebruikte appels zijn goudreinetten. De twee populaire Nederlandse appeltaart-varianten heten de “gewone” appeltaart, met een gerasterde bovenlaag, en de appelkruimeltaart, met een kruimel-bovenlaag.

## Geschiedenis
De appeltaart kwam al in 1381 in een Engels kookboek voor.
De oorsprong van het recept is niet bekend. De basis van het meest gangbare recept vormt een bodem en zijkant van zanddeeg, een vulling bestaande uit kleine schijfjes appel, krenten, rozijnen en soms abrikozenjam, citroensap, rum en/of kaneel. De bovenzijde wordt gevormd door een raster van deegreepjes. De vulling is zichtbaar door het raster. Kenmerk van de taart is dat de vulling stevig en zacht tegelijk is. Het korstdeeg is enigszins knapperig. Wanneer dit laatste niet het geval is, is de appeltaart niet vers of mogelijk opgewarmd in de magnetron.

## Cultuur
Appeltaart heeft een lange traditie in de Nederlandse en Belgische keuken. Reeds in het eerste gedrukte kookboek, Een notabel boecxken van cokeryen (1514), komt een uitgebreid recept voor appeltaart voor.
Koffie met een punt warme appeltaart, met of zonder slagroom is onderdeel geworden van de Nederlandse cultuur en wordt bij nagenoeg elk restaurant geserveerd. Het is een populaire combinatie voor recreanten in een pauze bij buitenrecreatie. Het Algemeen Dagblad voert ieder jaar een appeltaart-test uit.
Ook in de Verenigde Staten is appeltaart populair. Een bekend gezegde luidt: As American as apple pie.

## Galerij

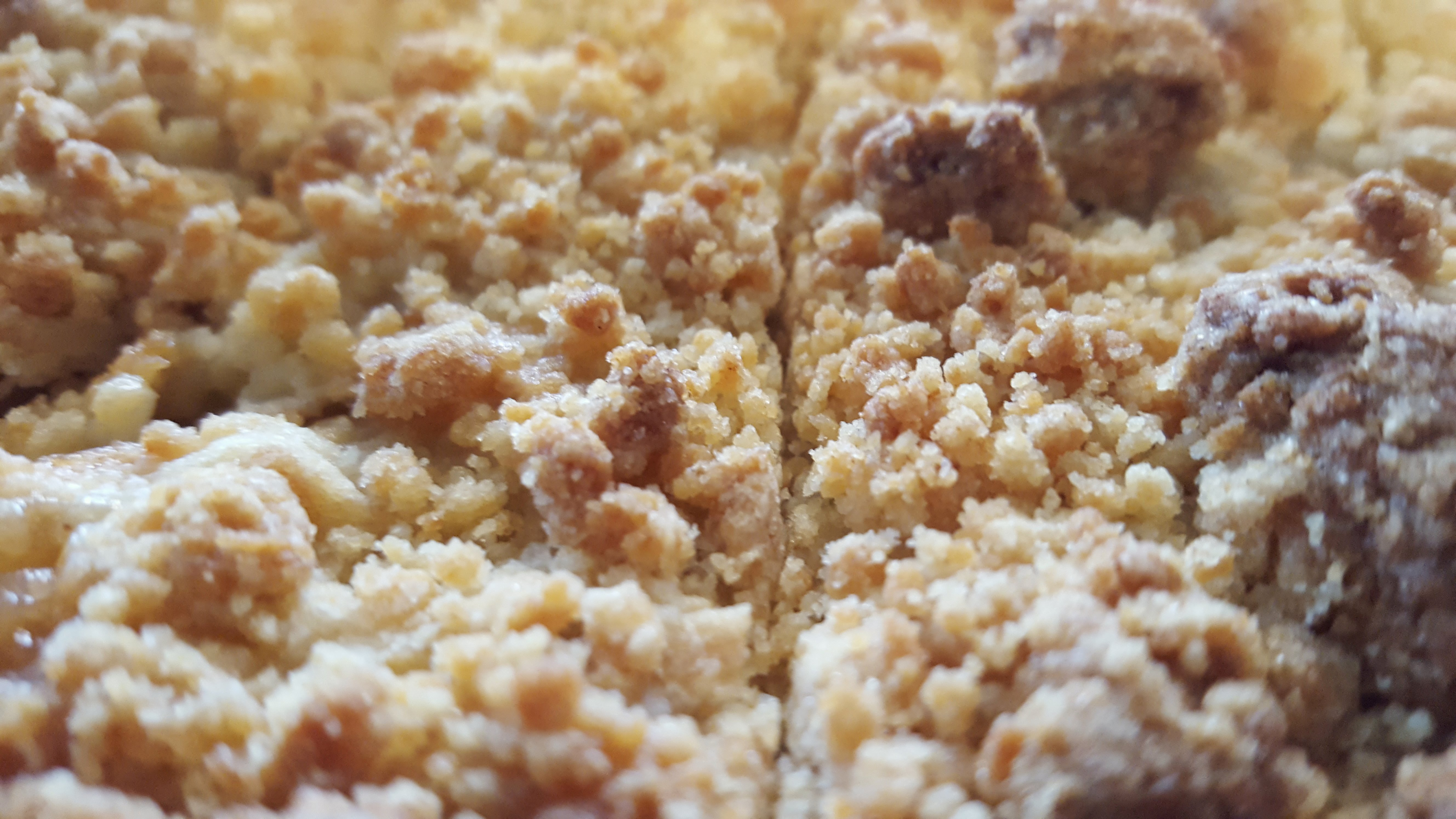
Nederlandse appelkruimeltaart
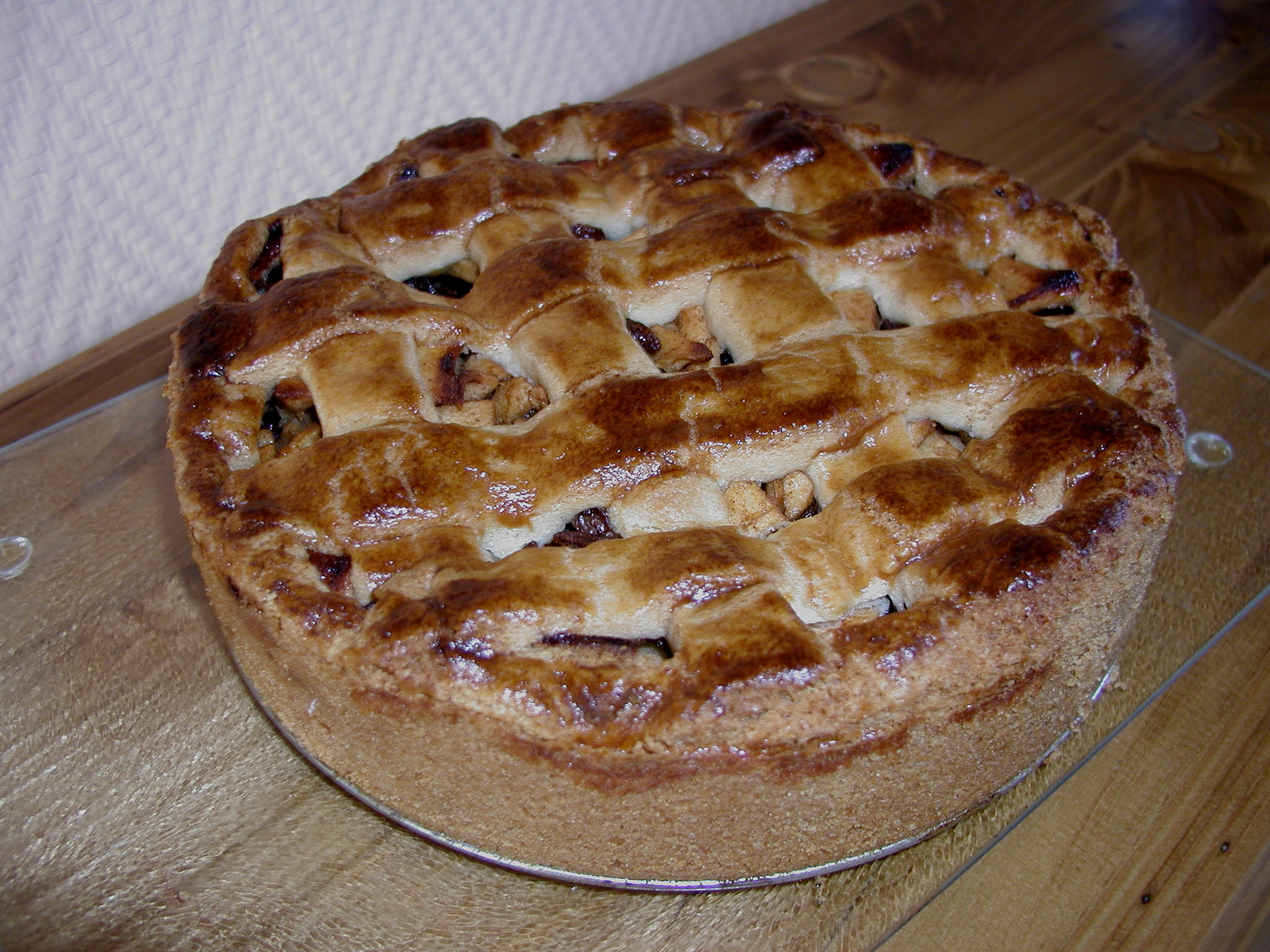
Nederlandse appeltaart
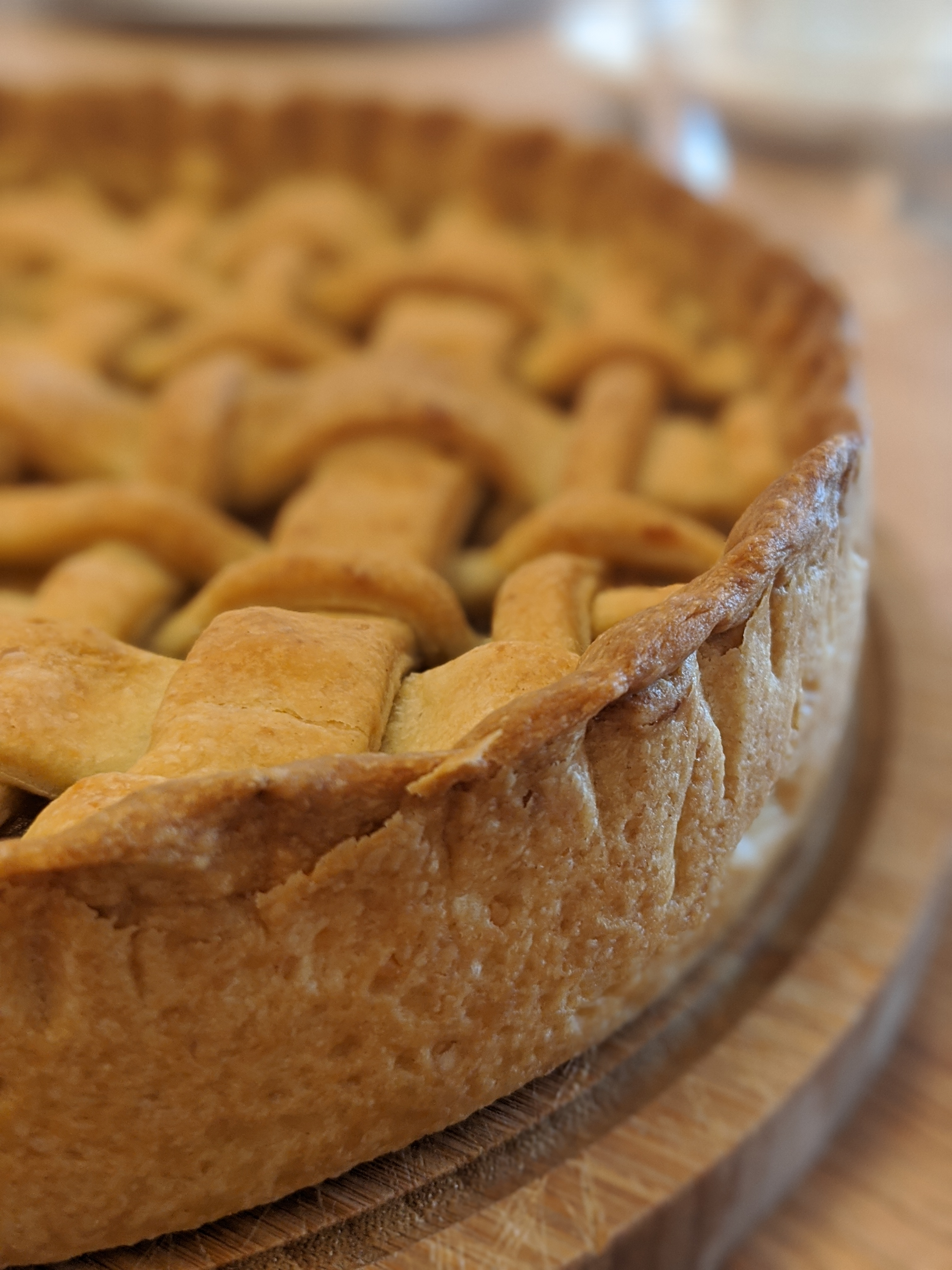
Nederlandse appeltaart
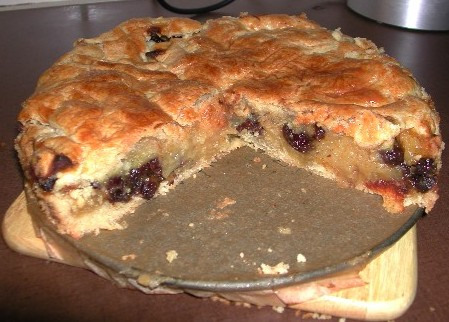
Appeltaart met krenten
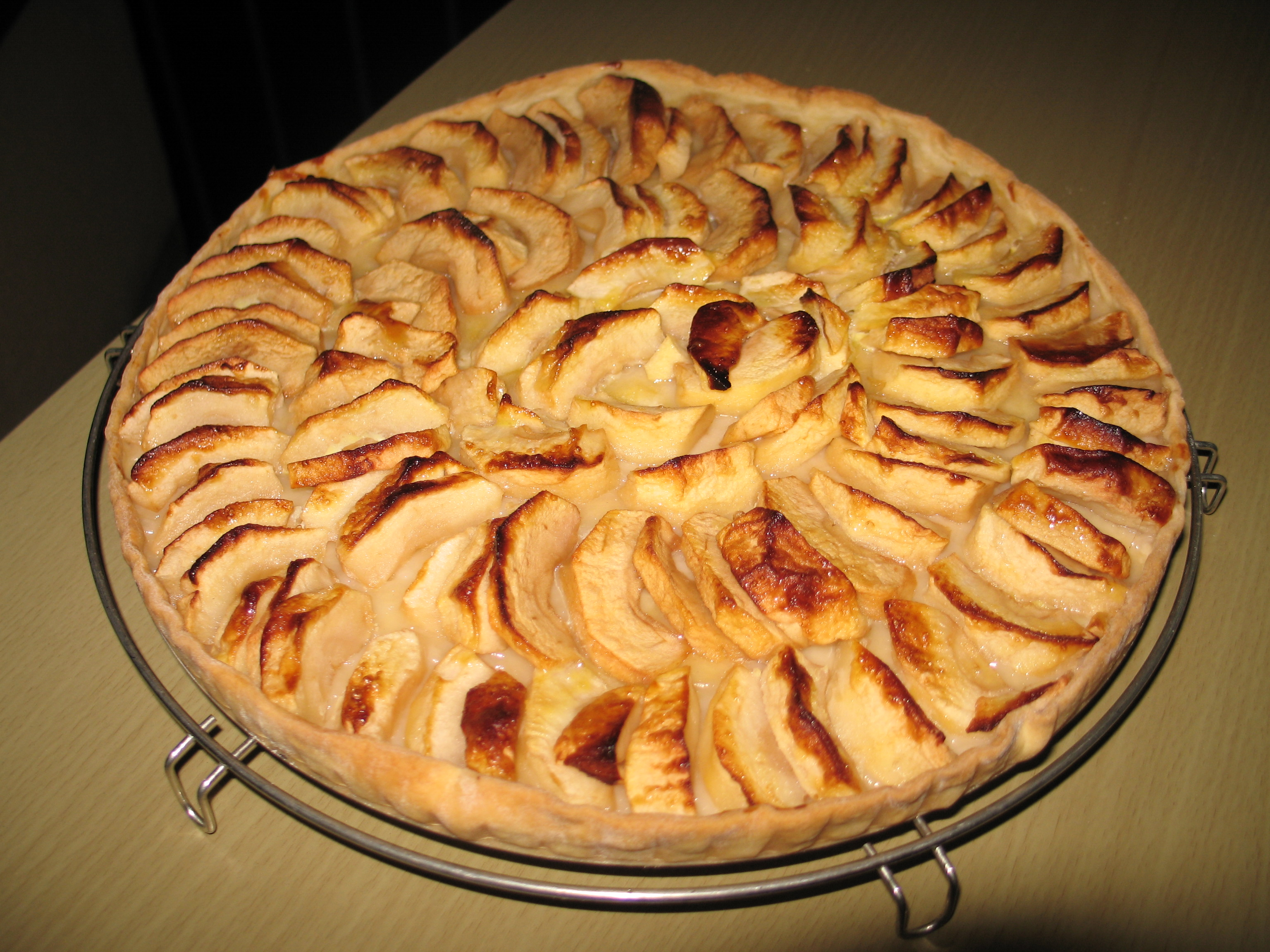
Franse tarte aux pommes
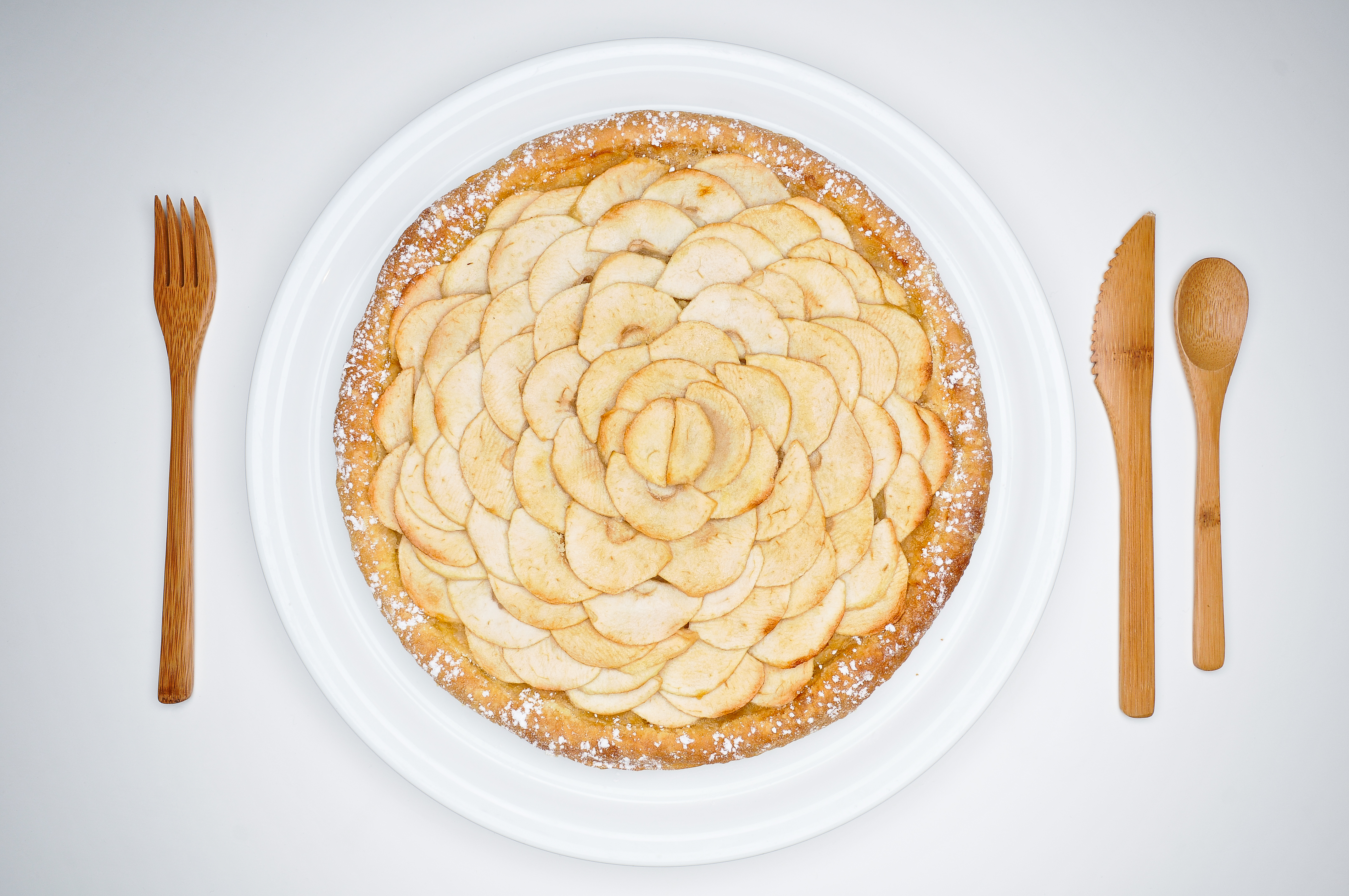
Franse tarte aux pommes
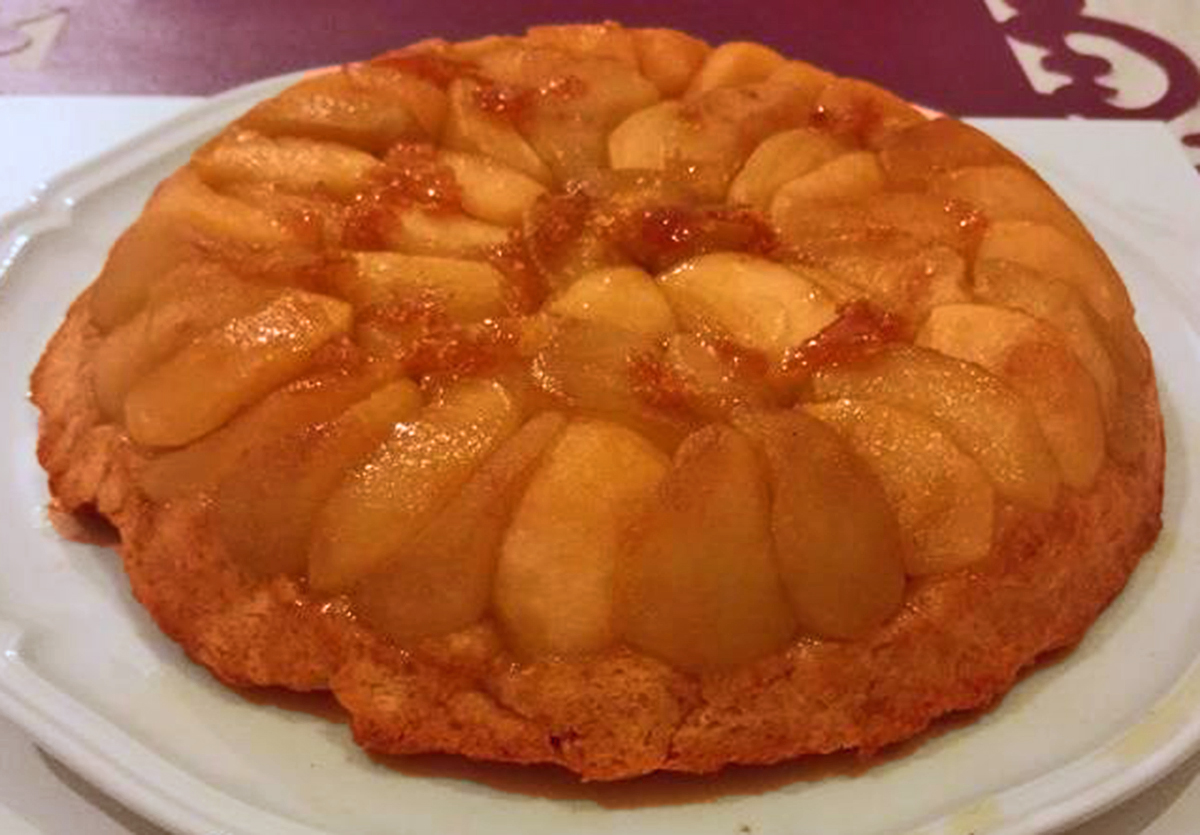
Franse tarte tatin uit appels
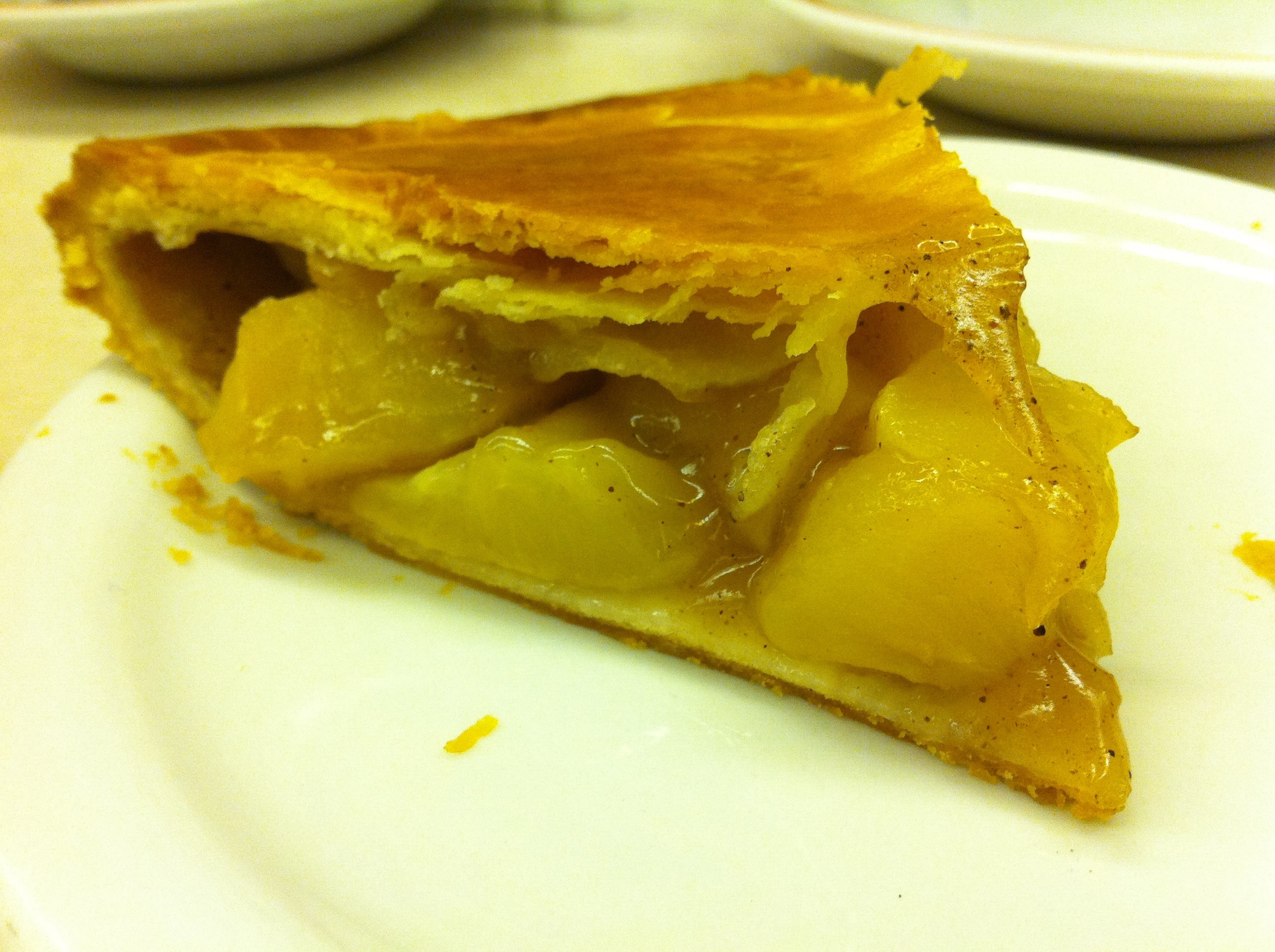
Britse apple pie
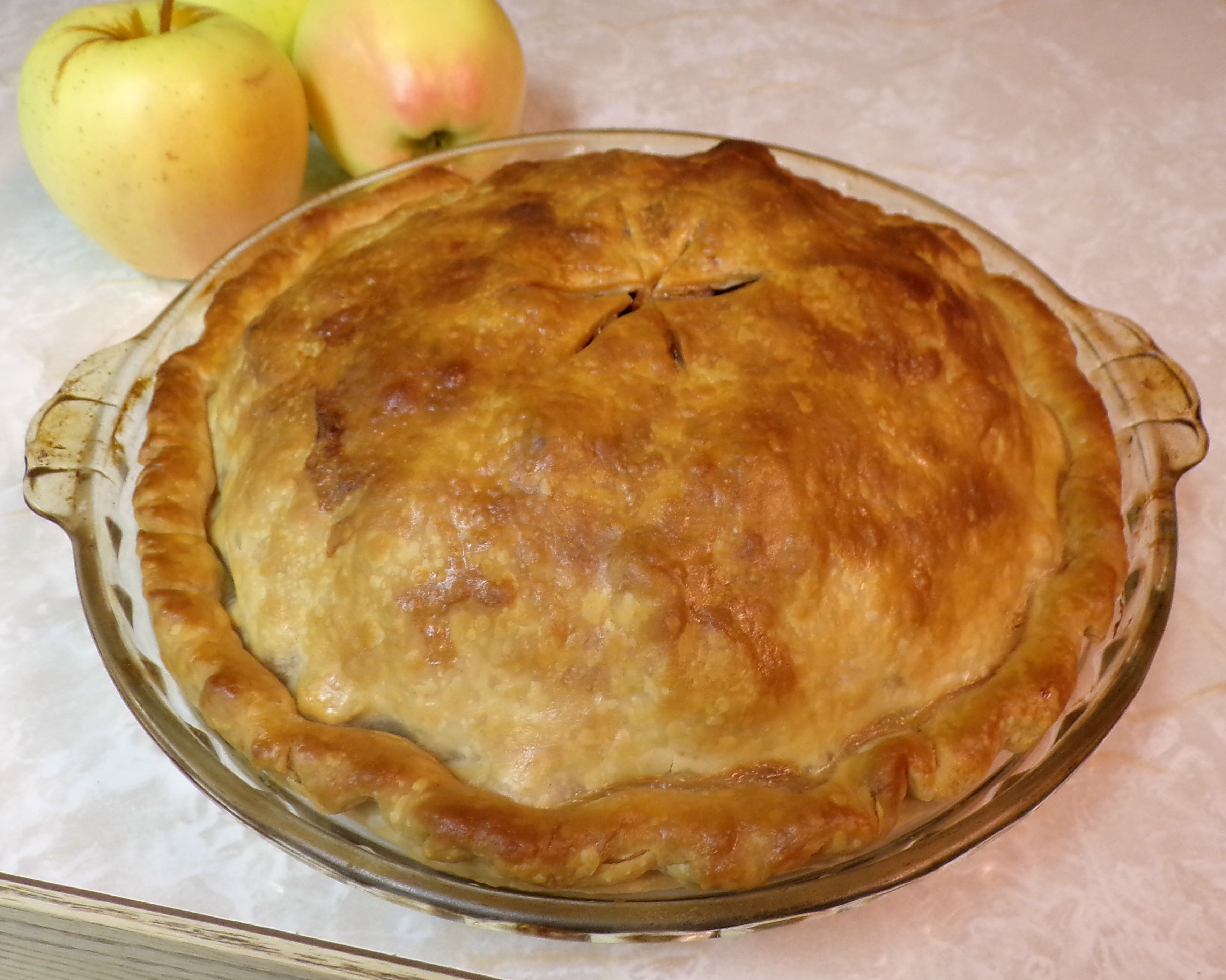
Apple pie uit de Verenigde Staten
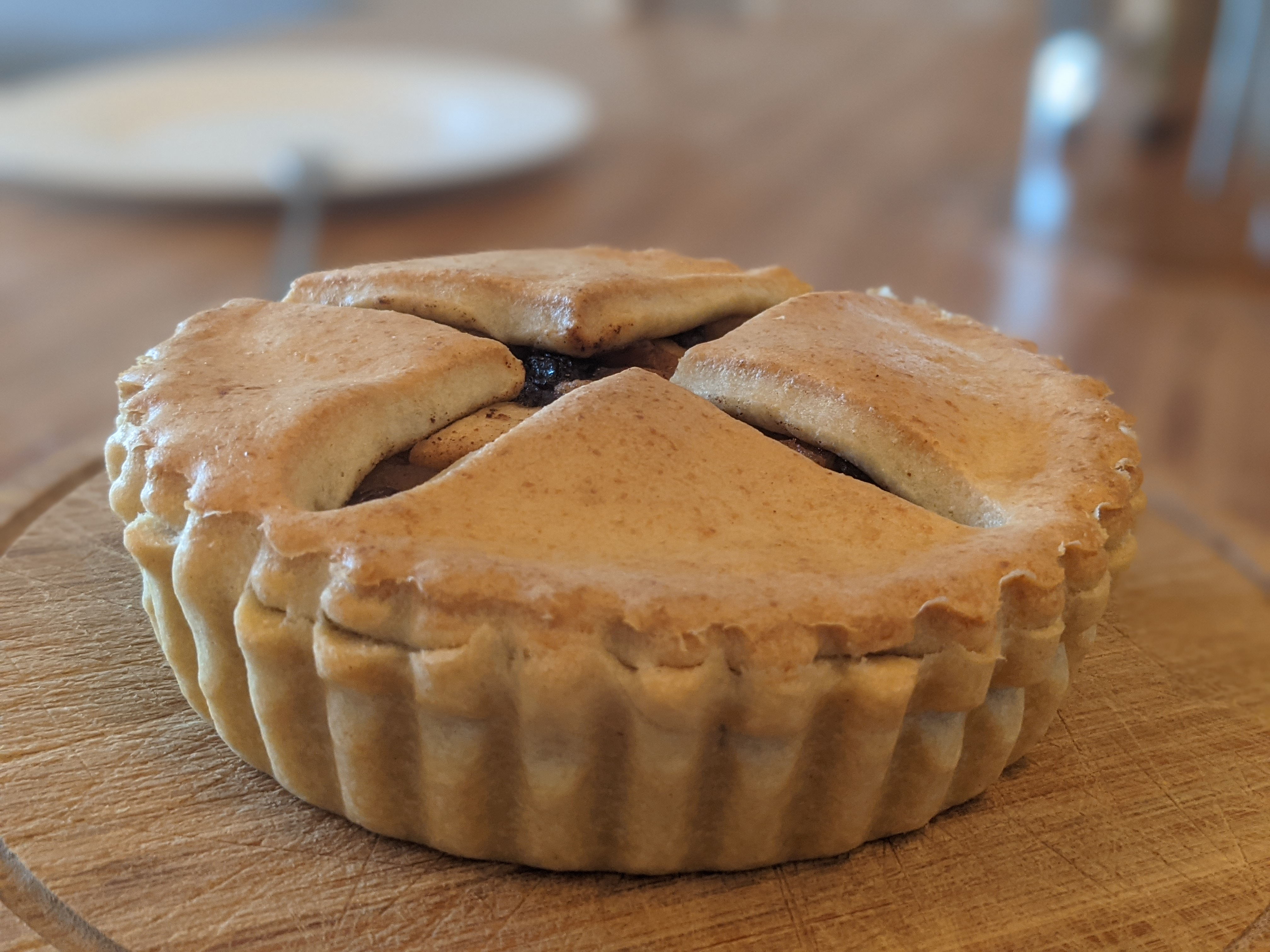
Apple pie uit de Verenigde Staten
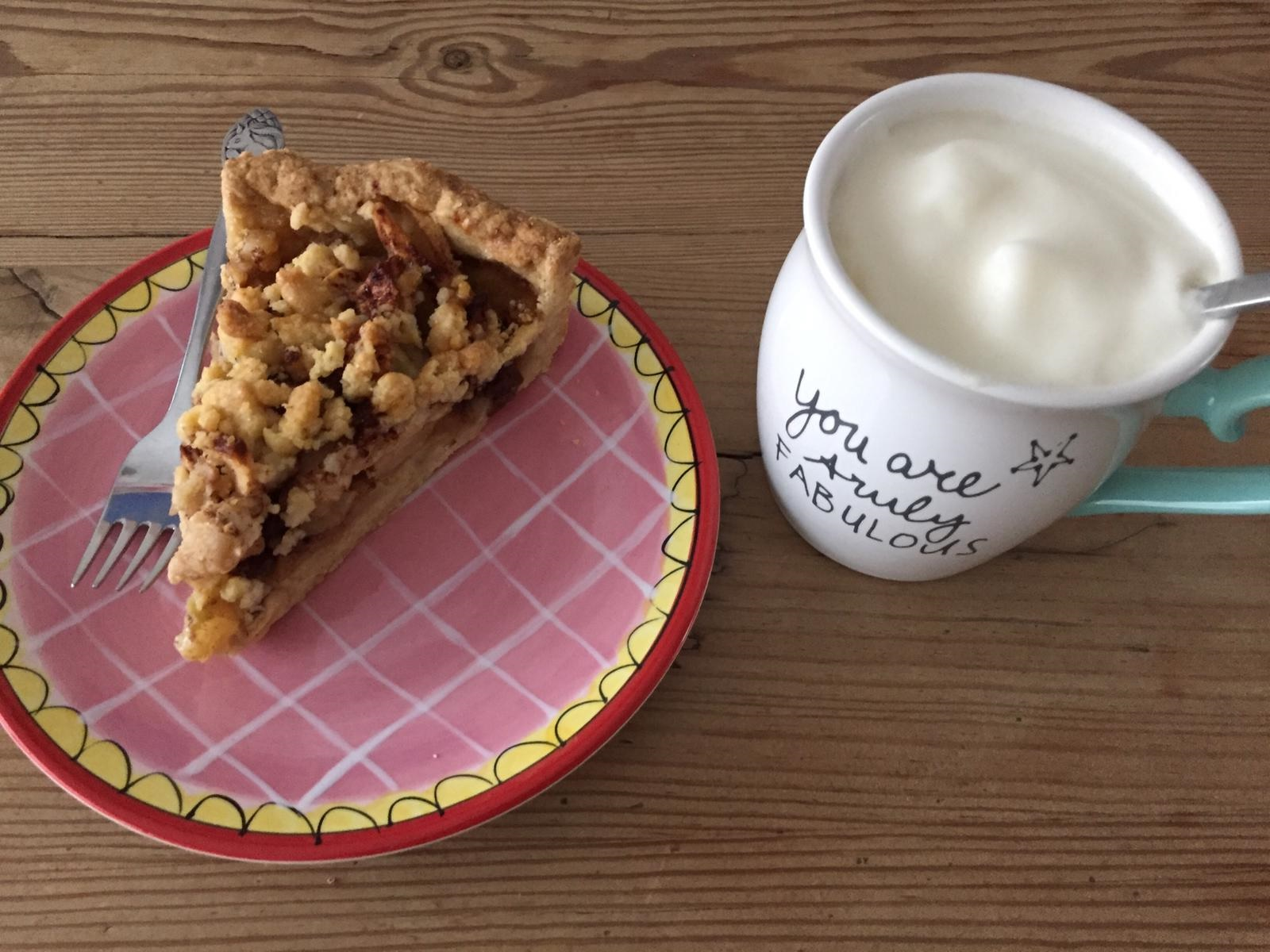
Cappuccino met appeltaart
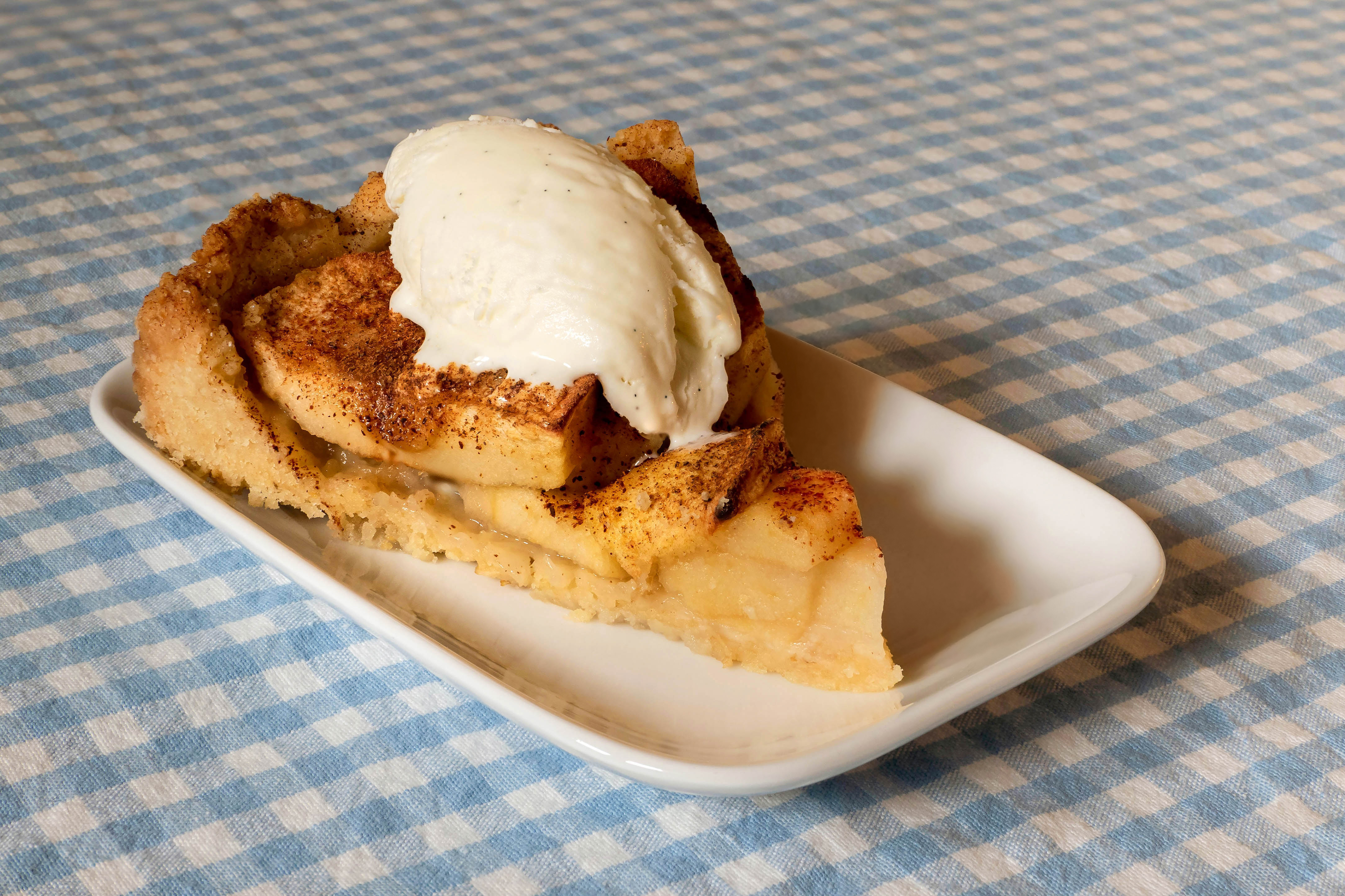
Appeltaart met vanille ijs